# Atrapós
Atrapós (Atrapos) är en ort i Grekland.   Den ligger i prefekturen Nomós Florínis och regionen Västra Makedonien, i den norra delen av landet, 400 km nordväst om huvudstaden Aten. Atrapós ligger 872 meter över havet och antalet invånare är 150.
Terrängen runt Atrapós är huvudsakligen kuperad, men åt nordost är den platt. Runt Atrapós är det ganska glesbefolkat, med 23 invånare per kvadratkilometer. Närmaste större samhälle är Florina, 6,4 km norr om Atrapós. I omgivningarna runt Atrapós växer i huvudsak lövfällande lövskog.